# Zwarte brulaap
De zwarte brulaap (Alouatta caraya) is een brulaap, uit de familie van grijpstaartapen, die voorkomt van Bolivia en Mato Grosso tot Noord-Argentinië. De wetenschappelijke naam van de soort werd gepubliceerd door Alexander von Humboldt in 1812.

## Leefwijze
De zwarte brulaap leeft doorgaans in groepen van 3 tot 19 exemplaren, meestal 7-9 exemplaren. Over het algemeen zijn er 1 tot 3 mannetjes per 7 tot 9 vrouwtjes in de groep. Tijdens het paren zonderen het mannetje en vrouwtje zich af van de groep. De draagtijd is gemiddeld 187 dagen, waarna een jong van ongeveer 125 gram wordt geboren. Dit jong blijft twee jaar bij de moeder.

## Kleur en afmeting
De mannetjes zijn zwart van kleur, terwijl de vrouwtjes geelbruin zijn. Ze worden tussen de 50 en 65 cm groot, terwijl hun staart ongeveer even lang kan worden.

## Geluid
Brulapen maken het meeste geluid tijden zonsopgang, wat doorgaans in een straal van 5 kilometer gehoord kan worden. De functie hiervan is conflicten met andere troepen uit de weg te gaan.

## Leefpatroon
De zwarte brulaap slaapt en rust ongeveer 80% van de dag. Ze leven in het bos van bladeren, maar ze lusten ook wel fruit. Ze doen het doorgaans rustig aan, wat betekent dat ze liever wandelen dan rennen, en liever klimmen dan springen. Hun sterke staart geldt als een vijfde hand, waardoor ze zeer wendbaar en behendig zijn. Door hun bouw verblijven ze het grootste deel van de tijd in bomen, en komen ze alleen tijdens droge periodes op de grond, op zoek naar water. Het liefst drinken ze door het vocht van een blad op hun hand te doen en het dan op te likken.
Zwarte brulapen kunnen in het wild 15 tot 20 jaar oud worden.

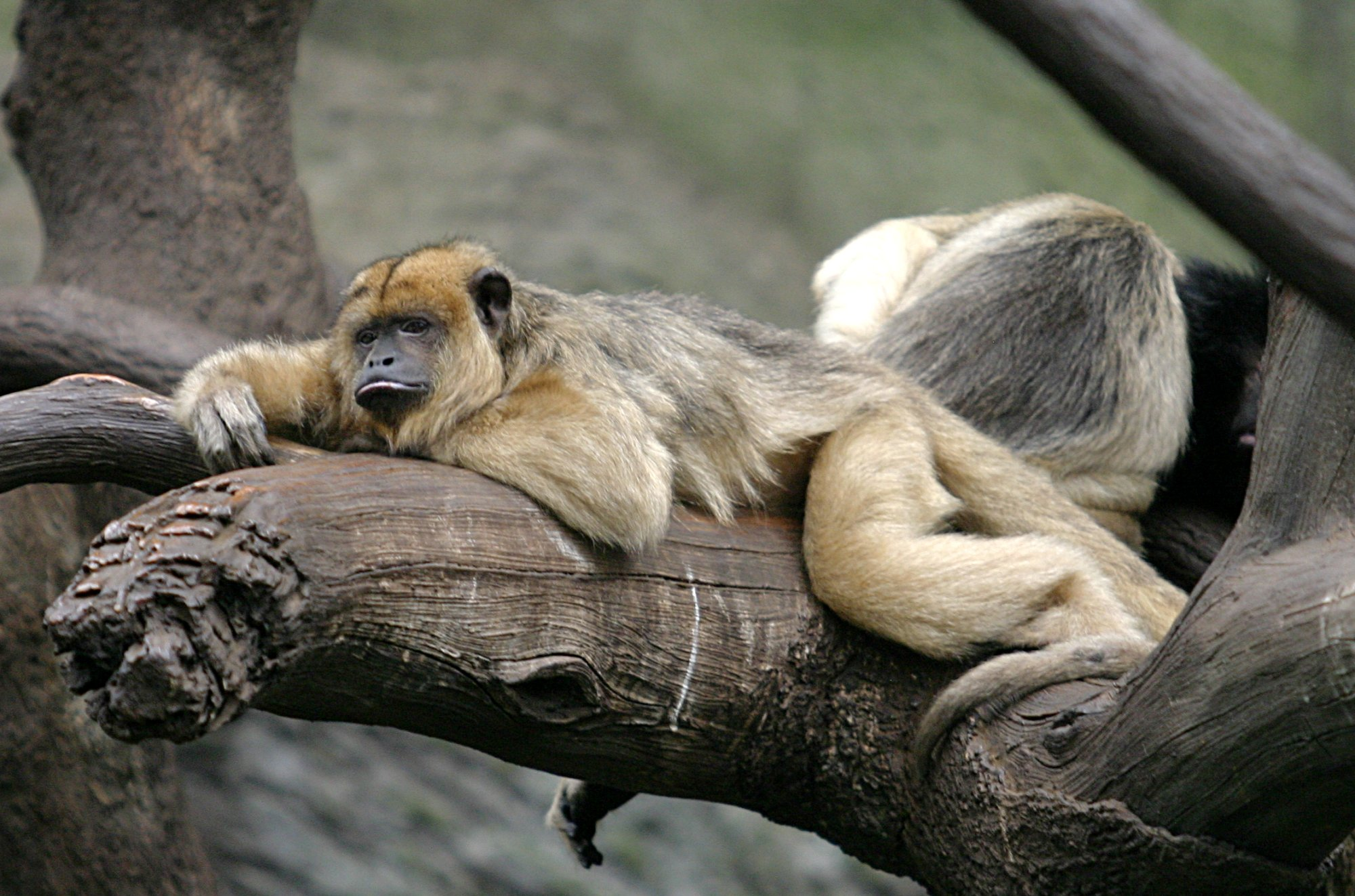
Een zwarte brulaap in de 'Henry Doorly Zoo' in Omaha (Nebraska)

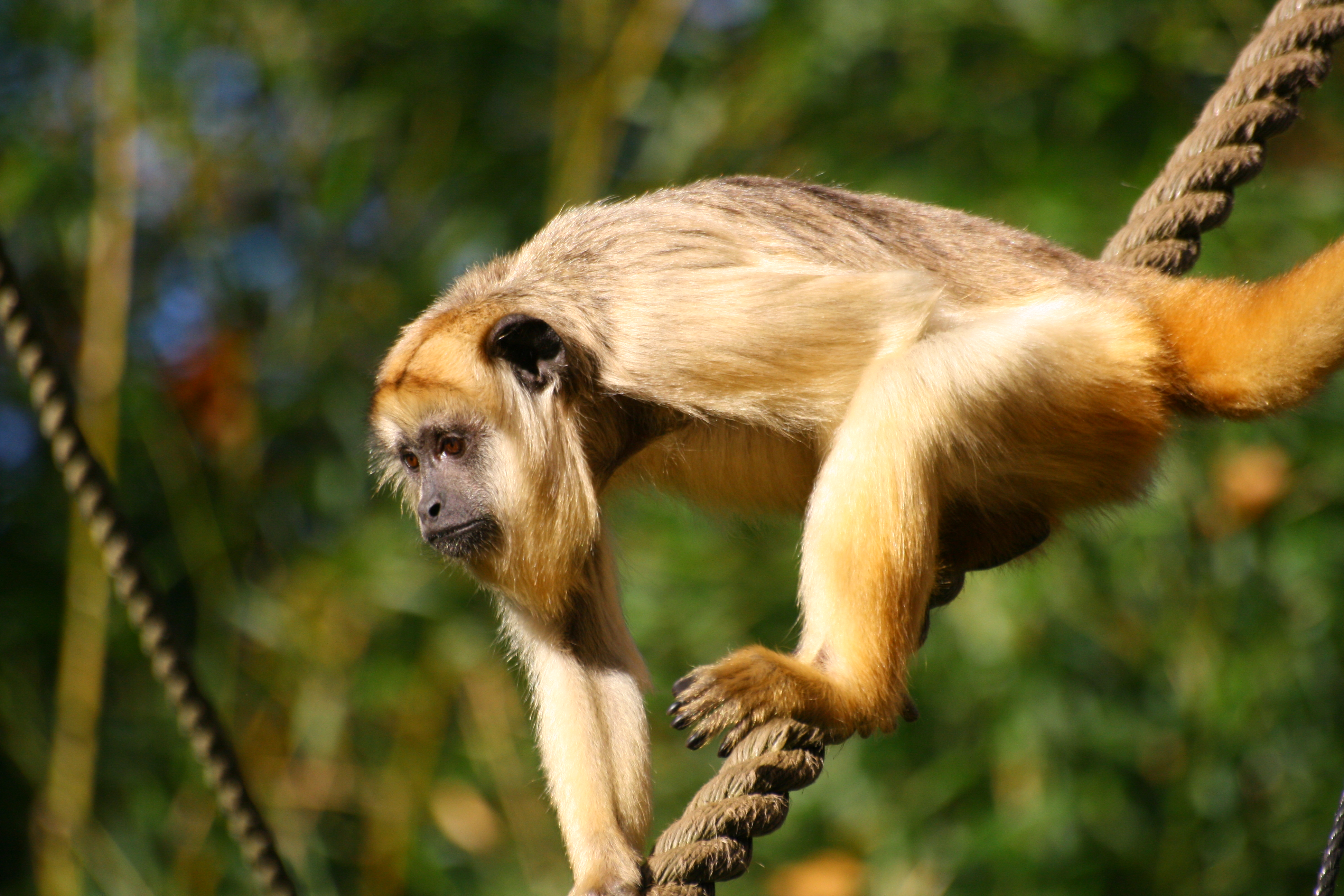
Een zwarte brulaap in Apenheul, Apeldoorn